# 양후이옌
양후이옌(중국어 간체자: 杨惠妍, 정체자: 楊惠妍, 병음: Yáng Huhiyán, 1981년 ~ )은 중국의 기업인이다.

## 생애
광둥성 포산시 순더구에서 기업인 양궈창(楊國强)의 딸로 태어났다. 2003년에 미국 오하이오 주립 대학교에서 물류학과 학사 학위를 취득했다. 2007년에는 주식 공개(IPO)를 앞두고 양궈창으로부터 부동산 기업 비구이위안(碧桂園)의 회사 주식 70%를 승계받았는데 비구이위안은 1997년에 양궈창이 설립한 부동산 회사이다. 비구이위안은 2004년에 구글이 미국에서 모금한 금액만큼 약 16억 미국 달러를 모금했다.
양후이옌은 비구이위안 산하 이사회 지배구조위원회 부위원장을 역임했으며 2019년 6월 기준으로 순자산 212억 미국 달러를 소유했다. 《포브스》는 양후이옌은 2014년에 4억 1,000만 미국 달러 규모의 신규 주식 매각을 지원했다고 보도했다.